# Гусинобродское шоссе
Гусинобродское шоссе — улица в Дзержинском и Октябрьском районах Новосибирска. Восточный въезд в город. Пролегает в юго-западном направлении, заканчивается в районе Сада Мичуринцев, далее автодорога называется улицей Никитина.

## Жилмассивы

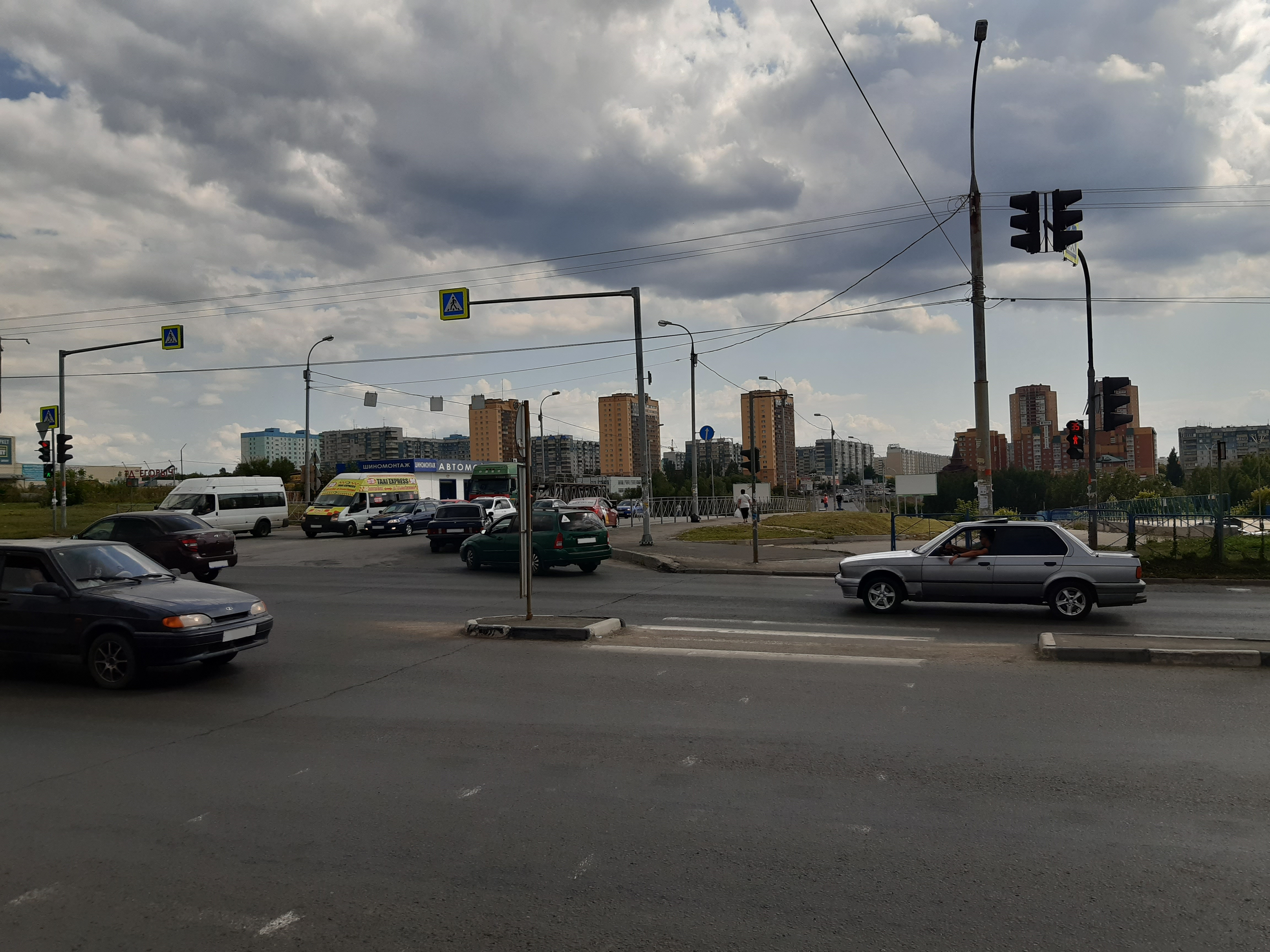
Вид на МЖК "Восточный", 2019

С северо-запада к улице примыкает Волочаевский жилмассив, напротив которого (с юго-восточной стороны от шоссе) находится МЖК «Восточный».

## Торговля
На улице сконцентрировано большое количество оптово-розничных объектов.

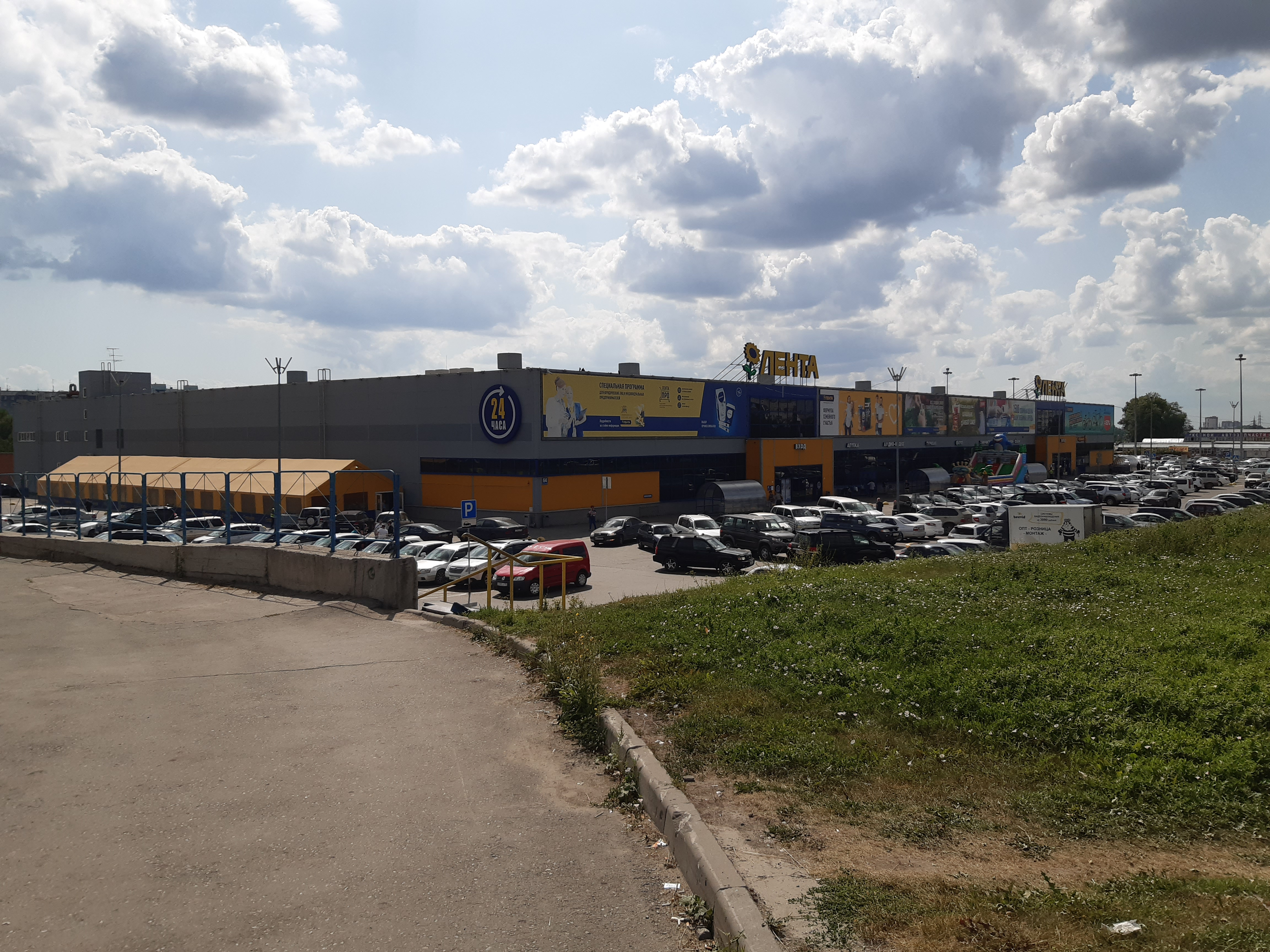
Гипермаркет «Лента», 2019

С 1970-х годов до осени 2015 вдоль улицы существовал самый крупный за Уралом вещевой рынок с одноимённым названием, после закрытия на его месте возник ряд торговых центров: ТК «Восток», ТЦ «Невский», ТЦ «Дружба», ТЦ «Радуга» и т. д.

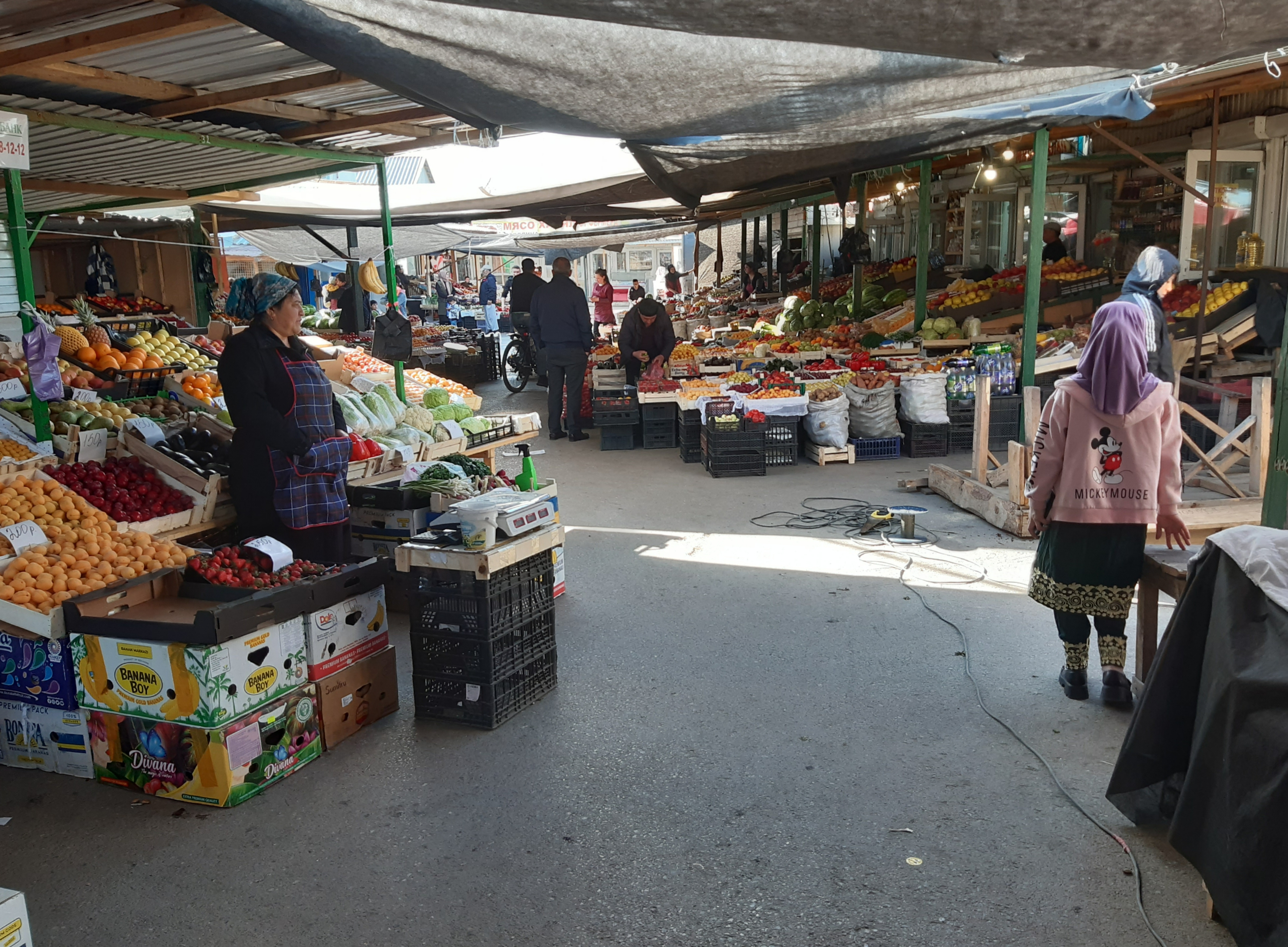
Восточный рынок близ трамвайного кольца, 2023

В октябре 2006 года на Гусинобродском шоссе открылся первый в городе магазин сети «Лента».

## Кладбище
К началу Гусинобродского шоссе с северо-запада примыкает Гусинобродское кладбище.

## Транспорт

### Автобусы и маршрутные такси
Многие курсирующие по шоссе автобусы связаны маршрутами с другими населёнными пунктами Новосибирской области: № 234 (Сельскохозяйственный техникум Новосибирский—Автовокзал (Красный проспект)), № 258ж (с. Жеребцово—Вокзал-Главный), № 509 (Автовокзал (Красный проспект)—пос. Горный), № 596 (Метро Берёзовая Роща—Карпысак); внутригородские маршруты: № 96 (Татьяны Снежиной—Саввы Кожевникова), № 97 (Татьяны Снежиной—ЖК Северная корона).
Маршрутные такси: № 14 (Татьяны Снежиной—ТЭЦ-5), № 18 (Микрарайон Чистая Слобода—ПАТП-9), № 19 (ПКиО Заельцовский—ПАТП-9), № 24 (Микрорайон Стрижи—Татьяны Снежиной), № 30 (Зеленодолинская—Амбулаторная), № 44 (Сад им. Дзержинского—Сад им. Дзержинского), № 44а (Татьяны Снежиной—Татьяны Снежиной), № 51 (Вокзал-Главный—Земнухова), № 1802 (Кладбище (Гусинобродский тракт)—ж/м Волочаевский).

### Трамвай
Маршруты № 13 (Писарева—Гусинобродское шоссе) и № 14 (Сад Мичуринцев—пл. Калинина).
Остановки (в юго-западном направлении): Гусинобродское шоссе, Автодром, Толбухина, ж/м Волочаевский, Куприна.

### Метро
По проекту на улице должны появиться станции метро дзержинской линии:«Гусинобродская» (на перекрёстке с ул. Доватора) и «Волочаевская» (на перекрёстке с ул. Коминтерна), а также Волочаевское электродепо.